# Mars (musikalbum av Gackt)
Mars kom år 2000 och är Gackts andra album.

## Låtlista
1. "Ares"
2. "Asrun Dream"
3. "Emu ~For My Dear~"
4. "U+K"
5. "Vanilla"
6. "Freesia -Op.1-"
7. "Freesia -Op.2-"
8. "Illness Illusion"
9. "Mirror"
10. "Dears"
11. "Oasis"
12. "Kono Daremo Inai Heya De"